# 大英雄聯盟 (漫畫)
大英雄天團（英語：Big Hero 6），是美國漫畫中的虛構超級英雄團隊，由漫威漫畫出版、Man of Action Studios創作。大英雄天團首次於《太陽火與大英雄天團》#1中登場。

## 其他媒體

### 電影
2014年迪士尼發佈改編自《大英雄天團》的同名電腦動畫電影。由華特迪士尼動畫工作室製作。電影保留了漫畫中的一些核心主題和角色概念，但故事則有重大改變，例如電影中的杯麵是一個友好的機器人，最初被設計為濱田廣提供醫療服務，而在漫畫中它是一名保鏢。電影於2014年11月在美國上映，並贏得奧斯卡最佳動畫片獎和被提名安妮獎最佳動畫片獎和金球獎最佳動畫。

### 電視
2016年3月，迪士尼宣佈正在開發《大英雄天團》的電視影集，並將於2017年在迪士尼XD上首映。該劇集設定在電影事件後發生。

## 外部連結
- BIg Hero 6（页面存档备份，存于） 漫畫書數據庫
- Big Hero 6（页面存档备份，存于） 超級英雄數據庫
- Big Hero 6（页面存档备份，存于） 漫威漫畫數據庫